# Mucrochelifer borneoensis
Mucrochelifer borneoensis es una especie de arácnido del orden Pseudoscorpionida de la familia Cheliferidae.

## Distribución geográfica
Se encuentra en el sudeste de Asia.